# José Ribeiro (ur. 1957)
José Joaquim Pimentel Ribeiro (ur. 2 listopada 1957 w Vila Nova da Barquinha) – portugalski piłkarz występujący na pozycji pomocnika.

## Kariera klubowa
Ribeiro karierę rozpoczynał w zespole Águas de Moura. W 1977 roku przeszedł do pierwszoligowej Vitórii Setúbal. Spędził tam rok. Potem występował w drugiej lidze, w zespołach União Tomar oraz União Coimbra. W 1980 roku został graczem pierwszoligowej Vitórii Guimarães. W sezonie 1981/1982 zajął z nią 4. miejsce w lidze, które jednocześnie było jego najwyższym w karierze.
W sezonie 1982/1983 Ribeiro grał w innej pierwszoligowej drużynie, Amorze, a potem przeszedł do Académiki Coimbra, z którą w sezonie 1983/1984 awansował z drugiej ligi do pierwszej. W późniejszych latach był też graczem Boavisty (I liga), SC Farense (I liga), SC Olhanense (II liga), Alcacerense oraz Praiense, gdzie zakończył karierę.

## Kariera reprezentacyjna
W reprezentacji Portugalii Ribeiro rozegrał dwa spotkania, oba w 1985 roku. Zadebiutował w niej 3 kwietnia 1985 w przegranym 0:2 towarzyskim meczu z Włochami. W 1986 roku został powołany do kadry na Mistrzostwa Świata. Nie zagrał jednak na nich w żadnym spotkaniu, a Portugalia odpadła z turnieju po fazie grupowej.